# Supercoppa francese 2004 (pallavolo maschile)
La Supercoppa francese 2004 si è svolta nel 2004: al torneo hanno partecipato due squadre di club francesi e la vittoria finale è andata per la prima volta al Paris Volley.

## Regolamento
Le squadre hanno disputato una gara unica.

## Squadre partecipanti
| Squadra | Qualificazione                        | Ultima partecipazione |
| ------- | ------------------------------------- | --------------------- |
| Paris   | Vincitrice Coppa di Francia 2003-2004 | Debutto               |
| Tours   | Vincitrice Pro A 2003-04              | Debutto               |

## Torneo
| ? 2004 ?, Orléans Durata: ? - Spettatori: ? | Tours | 1 - 3 | Paris | 11-25, 25-23, 27-29, 19-25 |